# Patrick Cocquyt
Patrick Cocquyt (Assenede, 4 de setembre de 1960) és un ciclista belga que fou professional entre 1982 i 1988. Al seu palmarès destaca la victòria en una etapa de la Volta a Catalunya de 1982.

## Palmarès
- 1981
  - Vencedor d'una etapa de la Etoile du Sud
- 1982
  - 1r al Circuit de Valònia
  - Vencedor d'una etapa de la Volta a Catalunya
  - Vencedor d'una etapa de la Etoile du Sud
- 1983
  - Vencedor d'una etapa de la Volta a Aragó
- 1986
  - 1r al Gran Premi de la vila de Zottegem